# 55 Ursae Majoris
Désignations
55 Ursae Majoris (en abrégé 55 UMa) est une étoile multiple de la constellation de la Grande Ourse. Elle se situe à 192 al (~59 pc) de la Terre. Sa magnitude apparente combinée est de 4,80.
55 Ursae Majoris est un système triple. Les deux premières étoiles forment une binaire spectroscopique proche avec une période orbitale de 2,55 jours. Le troisième composant orbite autour de la paire centrale tous les 1 873 jours. Les trois étoiles sont des étoiles blanches de la séquence principale de types spectraux A1V, A2V et A1V, respectivement.